# Третя молодість (фільм, 1965)
«Третя молодість» (рос. «Третья молодость», фр. «La Nuit des adieux» — «Ніч прощання») — художній фільм радянсько-французького виробництва 1965 року.

## Зміст
Маріус Петіпа народився у Франції, в родині балетмейстера. Вже з дитинства він знав, що його життя нерозривно пов'язане з балетом. Та він навіть не підозрював, що виїде на запрошення російської влади в далеку Росію і залишиться там назавжди, знайшовши і кохання, і славу, і визнання.

## Ролі
- Жиль Сегаль — Маріус Петіпа
- Олег Стриженов — Петро Ілліч Чайковський
- Наталія Величко — Машенька Суровщикова
- Микола Черкасов — Гедеонов
- Маріанна Стриженова — дружина Гедеонова
- Микола Трофимов — Петров
- Геннадій Нілов — Іванов
- Алла Ларіонова — Любов Леонідівна
- Владислав Стржельчик — Микола I
- Олена Соколова — Катенька
- Тетяна Пілецька — педагог
- Михайло Васильєв — швейцар
- Жак Фер'є — Мінх
- П'єр Бертен
- Жан Убе
- Олександр Рігно
- Володимир Ємельянов
- Лілія Гурова
- Микола Кузьмін
- Сергій Полежаєв
- Станіслав Фесюнов
- Віолетта Хуснулова
- Роза Свердлова — костюмерша Андря

## Знімальна група
- Автори сценарію: Поль Андреотті, Олександр Галич
- Режисер: Жан Древіль
- Оператор: Костянтин Рижов
- Художник: Ісаак Каплан
- Композитори: Надія Симонян, Юрій Прокоф'єв

## Технічні дані
- Оригінальний негатив фільму знято з вітчизняної широкоформатного системі НІКФІ.
- Прокатні фільмокопії друкувалися контактним способом в оригінальному форматі, і оптичним способом в широкоекранному варіанті.
- Прем'єра:
  - 16 листопада 1965 (Париж, Франція)
  - 4 січня 1966 (Москва, СРСР)